# Charlie's Angels (2000)
Charlie's Angels is een Amerikaanse actie comedy film uit 2000, gebaseerd op de gelijknamige televisieserie uit de jaren 70 en geschreven door Ryan Rowe, Ed Solomon, en John August. De film verscheen onder regie van McG. In oktober 2003 kwam er een vervolg op de film uit genaamd: Charlie's Angels: Full Throttle.

## Verhaal
Charlie Townsend wordt door Vivian Wood ingehuurd vanwege een ontvoering. Hij meldt zijn Angels dat een jonge softwaremagnaat (Eric Knox) is ontvoerd door zijn concurrent, Redstar Enterprises, en draagt hun op de zaak te onderzoeken en op te lossen. De drie Angels, Natalie, Dylan en Alex, gaan erop af en bevrijden hem, maar komen er dan achter dat hij niet gegijzeld was door zijn concurrent; de ontvoering was slechts in scène gezet door Knox zelf en diens zakenpartner, Vivian Wood. Hun doel was de technische geheimen van hun concurrent te stelen. Door hun eigen techniek (stemherkenning) samen te voegen met die van Redstar (GPS-locatie) zouden ze kunnen achterhalen waar Charlie Townsend zich schuilhoudt, en hem kunnen vermoorden. Eric Knox is er namelijk van overtuigd dat Townsend verantwoordelijk is voor de dood van zijn vader en wil wraak.

## Rolverdeling
| Acteur         | Personage        | Opmerkingen |
| -------------- | ---------------- | ----------- |
| John Forsythe  | Charlie Townsend | (stem)      |
| Drew Barrymore | Dylan Sanders    |             |
| Cameron Diaz   | Natalie Cook     |             |
| Lucy Liu       | Alex Munday      |             |
| Bill Murray    | John Bosley      |             |
| Sam Rockwell   | Eric Knox        |             |
| Kelly Lynch    | Vivian Wood      |             |
| Tim Curry      | Roger Corwin     |             |
| Luke Wilson    | Pete Komisky     |             |
| Matt LeBlanc   | Jason            |             |
| Tom Green      | Chad             |             |
| LL Cool J      | Mr. Jones        |             |
| Crispin Glover | Thin Man         |             |